# Nils-Aslak Valkeapää
Nils-Aslak Valkeapää (vagy számi nevén Áillohaš) (1943. március 23. – 2001. november 26.) finnországi születésű számi író, énekes, színész. A lappföldi Eniontekiöben született, élete nagy részét Käsivarsiban élte le, a svéd határhoz közel, és a norvégiai Skibotnben. Valkeapää hagyományos réntartó családba született, de iskolai tanárnak tanult. Legismertebb nemzetközi debütálása az 1994. évi téli olimpiai játékok volt, ahol a megnyitón ő énekelt.

## Munkái
A tradicionális számi ének, a joika fontos szerepet játszik a zenéjében, ahogy a festészetében és a könyveiben is. Az 1960-as években a joikáival lett ismert. 1968-ban adta ki Jojkuja címen első albumát, ami modern joikákat tartalmazott. Valkeapää szerezte az 1987-es, Oscar-díjra jelölt norvégiai film, az Ofelaš zenéjét.
Íróként főképp számiul alkotott, melyet számos nyelvre lefordítottak. Nyolc verseskötete jelent meg. egyik legismertebb kötetet a Beaivi áhčážan, ami magyarul Nap, Édesapám címen jelent meg.
2001. november 26-án úton haza Japánból a repülőgépen halt meg. A halál oka valószínűleg egy 1996-os autóbaleset szövődménye volt.

## Könyvei
- Grüße aus Lappland (2014) ISBN 978-3-9816835-0-9
- Nap, Édesapám (2004) ISBN 973-599-001-6
- Eanni, eannázan (2001) ISBN 8290625405
- Girddán, seivvodan (1999) ISBN 8290625340
- The Sun, My Father (1997) ISBN 8290625324
- In the shadow of midnight sun. Contemporary Sámi prose and poetry (1997) ISBN 8273743098
- Jus gaccebiehtár bohkosivccii (1996)
- Nu guhkkin dat mii lahka: så fjernt det naere (1994) ISBN 8290625200
- Trekways of the Wind (1994) ISBN 8290625219
- Aurinko, isäni (1992) ISBN 9788290625158
- Fadir min, solin (1992)
- Solen, min far (1990)
- Vindens veier (1990)
- Beaivi áhcázan (1988)
- Vidderna inom mig (1987)
- Ich bin des windigen Berges Kind (1985)
- Ruoktu váimmus (1985)
- Ádjaga silbasuonat (1981)
- Kevään yöt niin valoisat (1980)
- Lávllo vizár biellocizás (1976)
- Gida ijat cuov’gadat (1974)

## Magyarul
- Nap, Édesapám; ford. Domokos Johanna; Mentor, Marosvásárhely, 2001 (Minoritates mundi)
- Lappok. Nils-Aslak Valkeapää, Kirste Paltto, Klemetti Näkkäläjärvi, Kádár Zoltán írásai; Nap, Bp., 2014

## Díja
- Az Északi Országok Tanácsának irodalmi díja (1991)

## Forrás
- ↑ Lappok: Nils-Aslak Valkeapää – Kirsti Paltto – Kádár Zoltán: Lappok. Klemetti Näkkäläjärvi. (hely nélkül): Nap Kiadó. 2014.